# Román Álvarez Cortés
Román Álvarez Cortés (Montevideo, Uruguay, 14 de agosto de 1877-ídem, 17 de junio de 1941) fue un magistrado uruguayo, miembro de la Suprema Corte de Justicia de su país desde 1938 hasta su muerte. 

## Origen
Nació en Montevideo el 14 de agosto de 1877, hijo de  Cayetano Álvarez y Rosa Cortés, y nieto de Julián Álvarez y Pascuala Obes. Fue bautizado como Román Cancio Eusebio.

## Carrera judicial

### Juez de Paz
Luego de graduarse como abogado, ingresó a la carrera judicial. Fue juez de paz de la 19.ª sección de la capital desde 1902 y, luego, de la 7.ª sección en 1906.

### Interior del país
Fue Juez Letrado en Durazno en 1908, en Florida en 1910 y posteriormente en Minas (hoy Lavalleja).

### En Montevideo
En agosto de 1919 fue ascendido a Juez Letrado Correccional de Segundo Turno en Montevideo, donde pasó a ser Juez del Crimen de Primer Turno en enero de 1921 y Juez Letrado de Hacienda en agosto de 1922.
El 29 de octubre de 1928 fue nombrado como uno de los primeros tres ministros del Tribunal de Apelaciones de Tercer Turno, que acababa de crearse y donde permaneció por casi diez años.

### Suprema Corte de Justicia
El 24 de febrero de 1938 fue electo por la Asamblea General como ministro de la Suprema Corte de Justicia, junto a Zoilo Saldías, para cubrir las dos vacantes dejadas por los fallecimientos de Blas Vidal y Mariano Pereira Núñez. Prestó juramento el mismo día. 
Hubiera podido permanecer en la Corte hasta cumplir los 70 años en 1947 (edad límite para ocupar cargos judiciales según la Constitución vigente) pero falleció el 17 de junio de 1941, a los 63 años.
El Parlamento aprobó una ley disponiendo se le rindieran honores fúnebres de ministro de Estado a sus restos.
Fue reemplazado en el cargo, en julio del mismo año, por Amaro Carve Urioste.